# Boulleret
Boulleret ist eine französische Gemeinde mit 1.389 Einwohnern (Stand: 1. Januar 2022) im Département Cher in der Region Centre-Val de Loire. Sie gehört zum Arrondissement Bourges und zum Kanton Sancerre.

## Geographie
Boulleret liegt in Zentralfrankreich, etwa 52 Kilometer nordöstlich von Bourges an der Loire, die die östliche Gemeindegrenze bildet. Durch die Gemeinde führt der Canal latéral à la Loire. Umgeben wird Boulleret von den Nachbargemeinden Léré im Norden, La Celle-sur-Loire im Nordosten, Myennes im Nordosten und Osten, Cosne-Cours-sur-Loire im Osten und Südosten, Bannay im Süden, Sainte-Gemme-en-Sancerrois im Südwesten sowie Savigny-en-Sancerre im Westen und Nordwesten.

## Bevölkerungsentwicklung
| Jahr                       | 1962 | 1968 | 1975 | 1982 | 1990 | 1999 | 2006 | 2019 |
| Einwohner                  | 1299 | 1342 | 1345 | 1417 | 1433 | 1421 | 1390 | 1396 |
| Quellen: Cassini und INSEE |      |      |      |      |      |      |      |      |

## Persönlichkeiten
- Robert de Vogüé (1870–1936), Geschäftsmann, Funktionär, Politiker und Marineoffizier

## Sehenswürdigkeiten
- Reste römischer Besiedlung in Peseau
- Kirche Sainte-Marie-Madeleine aus dem 14. Jahrhundert, Umbauten aus dem 15. und 19. Jahrhundert
- Schloss Buranlure, Ende des 15. Jahrhunderts erbaut, seit 1944 Monument historique
- Schloss Peseau aus dem 14. Jahrhundert

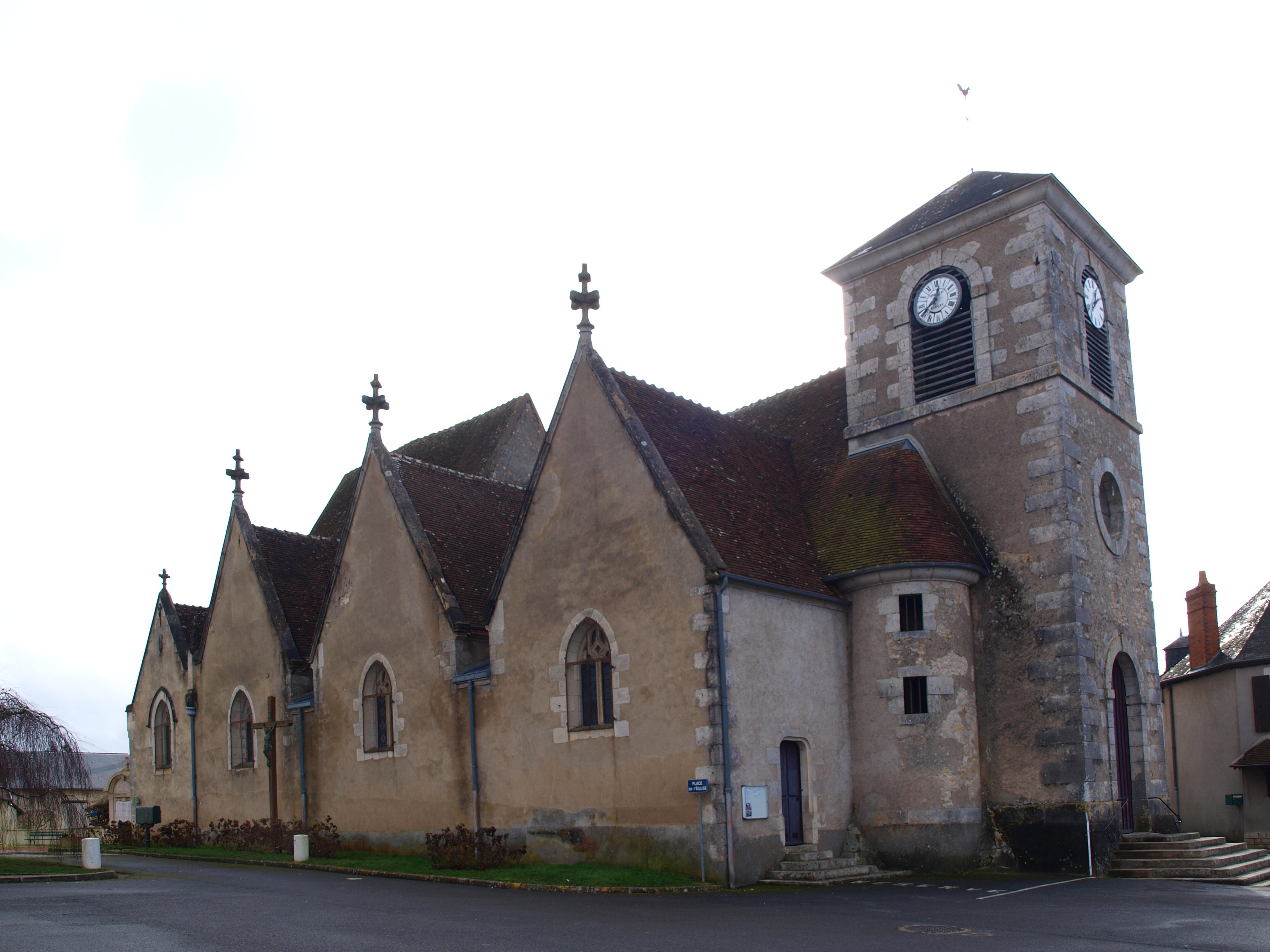
Kirche Sainte-Marie-Madeleine
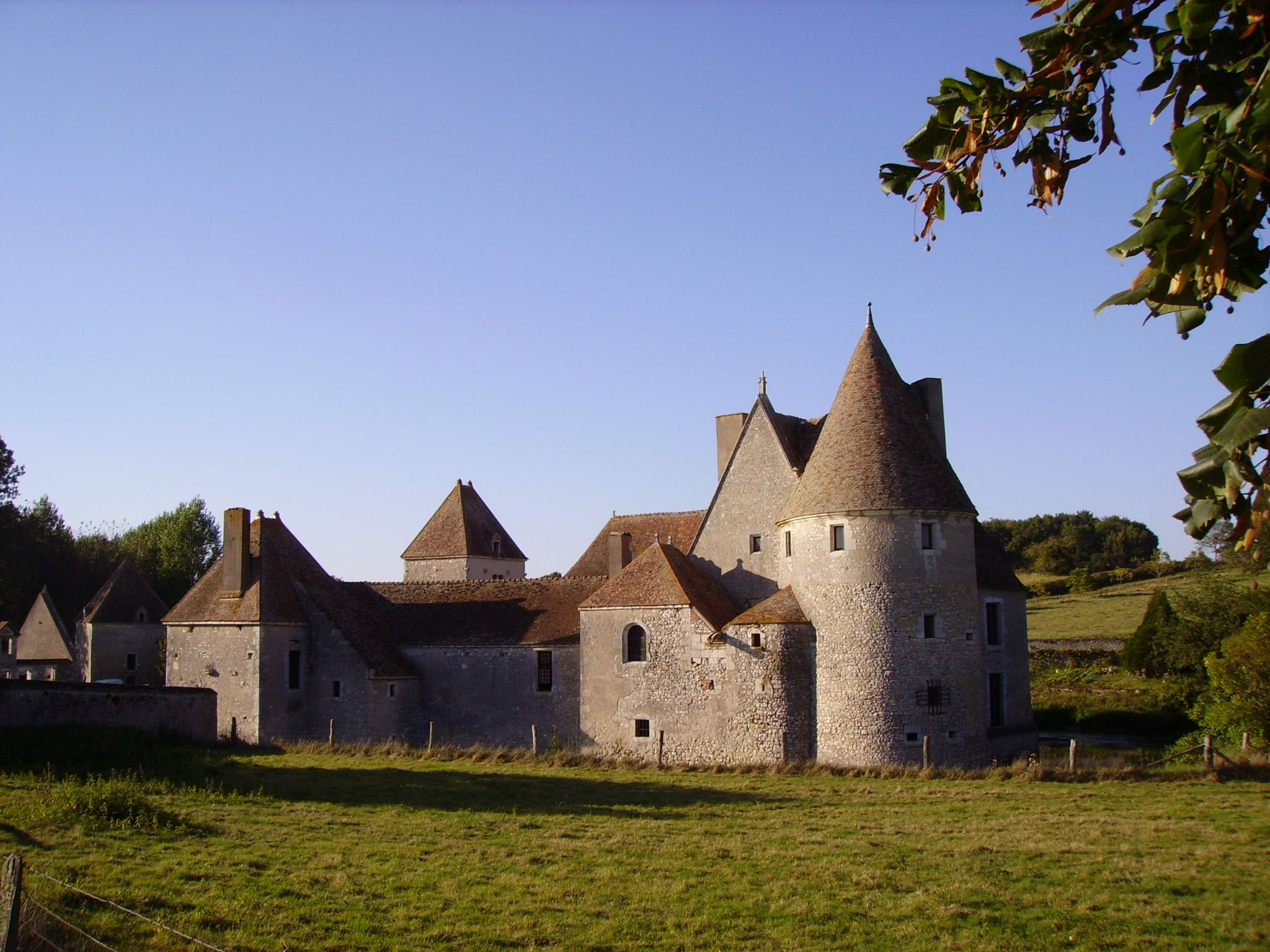
Schloss Buranlure